# هانيويل
هانيويل شركة أمريكية متعددة النشاطات تعد من أكبر الشركات الأمريكية في مجال التقنيات الإلكترونية المعقدة، وصاحبة براءات اختراع متعددة في مجال تقنيات الطيران والفضاء وأنظمة المراقبة، وأجهزة ضخ ونقل وتوزيع النفط.
أخذت شكلها الحالي مع اندماجها مع ألياد ستار سنة 1999. سنة 2002 رفضت المفوضية الأوروبية للمنافسة شراءها من طرف جنرال إلكتريك. تعد من مكونات مؤشر داو جونز الصناعي.

## نبذة عن التأسيس
تأسست شركة هونيويل في العام 1906م على يد الصناعي مارك شارلز هونيويل والتي تعني بصناعة المكثفات الحرارية والخاصة بانظمة التكييف، وفي عام 1922 اِسْتَحْوَذَت الشركة على شركة جويل للتصنيع المنافسة، وفي العام 1927 دُمِجَت الشركة مع شركة انديانابولس لأنظمة التدفئة ليصبح الاسم التجاري للشركة شركة هونيويل لأنظمة التدفئة.

## المنتجات
تعد شركة هانيويل من أكبر مصدري ومزودي أنظمة الطيران الحديثة بما في ذلك الصندوق الأسود والخاص بتسجيل الاتصالات في قمرة قيادة الطائرات وأنظمة الطيار الآلي والإقلاع والهبوط وأنظمة الضغط والتوازن في الطائرات.
كذلك تصنع هونيويل أنظمة الدفع الخاصة بالغواصات والبارجات والسفن الحربية والتجارية وناقلات النفط على السواء.
كما تصنع هونيويل أنظمة العمليات الخاصة بشبكات توزيع ونقل النفط، كذلك اللوحات الإلكترونية الخاصة بإدارة المفاعلات النووية والمركبات الفضائية.

### فروع الشركة و موظفيها
يبلع عدد الموظفين في الشركة حوالي 131.000 موظف في أكثر من 122 دولة موزعين في مصانع وفروع الشركة حول العالم.

### إدارة مجمع بانتكس  Pantex
تدير شركة هونيويل مجمع بانتيكس Pantex Plant [الإنجليزية]، وهو منطقة تجميع وتفكيك الأسلحة وإدارة المفاعلات النووية الرئيسي للولايات المتحدة الذي يهدف إلى الحفاظ على سلامة وأمن مخزونات الأسلحة النووية في البلاد.
يقع المجمع على مساحة 16.000 هكتار ويبعد حوالي (27 كم) شمال شرق أماريلو، في مقاطعة كارسون، تكساس. ويديره بجانب شركة هونيويل تحالف يسمى تحالف الأمن النووي الموحد (ليك) المكون من عدة شركات منها لوكهيد مارتن للخدمات، وشركة أوربيتال أتك، وشركة سولت ليك، مع شركة بوز ألين هاميلتون، وشركة كمقاول فرعي.